# Wyeomyia quasilongirostris
Wyeomyia quasilongirostris is een muggensoort uit de familie van de steekmuggen (Culicidae). De wetenschappelijke naam van de soort is voor het eerst geldig gepubliceerd in 1907 door Theobald.